# Mesochorus moabae
Mesochorus moabae là một loài tò vò trong họ Ichneumonidae.